# 赫耳墨斯900
Elbit公司的Hermes 900 Kochav(星星)无人机是以色列的一种中型多用途无人机(UAV)，用于执行中高度长时间(MALE)战术任务，能持续飞行超过30小时，最高高度为30,000英尺，巡航速度为112km/h，最高可达220km/h，主要用于执行侦察、监视和通信中继等任务。翼展有15米长，重970公斤，有效载荷为300千克。